# Ferrari 643
Vous lisez un « article de qualité » labellisé en 2020.
Chronologie des modèles (1991)
Ferrari 642 Ferrari F92A
La Ferrari 643 est la monoplace de Formule 1 engagée par la Scuderia Ferrari lors des dix dernières courses du championnat du monde de Formule 1 1991. Elle est pilotée par les Français Alain Prost (remplacé par l'Italien Gianni Morbidelli, pilote-essayeur de l'écurie, lors du Grand Prix d'Australie) et Jean Alesi. Les Italiens Andrea Montermini et Dario Benuzzi sont également pilotes-essayeurs de l'écurie italienne lors de cette saison.
Conçue par les ingénieurs Steve Nichols et Jean-Claude Migeot et équipée d'un moteur V12 Ferrari 037, la 643 est censée corriger les défauts de la Ferrari 642, retirée des circuits à l'issue des six premières manches de la saison. Elle s'en distingue par un train arrière en forme de bouteille de Coca-Cola et une géométrie de suspension retouchée pour parfaire sa tenue de route.
Après de brefs essais menés par Prost, Alesi et Montermini, la 643 fait ses débuts en compétition le 7 juillet au Grand Prix de France mais déçoit les attentes de Ferrari. Ni le châssis, ni le moteur V12 qui casse souvent, ne permettent à Prost et Alesi de se battre pour la victoire ; Prost obtient quatre podiums et Alesi deux en neuf courses, sur fond de polémique permanente entre le Professeur qui pointe les manques de son écurie et la direction de celle-ci, de plus en plus excédée par son comportement.
À l'issue de l'avant-dernière manche, disputée au Japon le 20 octobre, alors qu'Ayrton Senna remporte avec McLaren son troisième titre mondial au bout d'une saison où son principal rival a été le Britannique Nigel Mansell (Williams), Alain Prost fait la déclaration de trop, expliquant : « Je n'ai jamais conduit une voiture aussi mauvaise. […] Un bon chauffeur de camion avec des gros bras aurait pu faire pareil. » Quelques jours plus tard, il est licencié par la direction de la Scuderia Ferrari, et le pilote d'essais Gianni Morbidelli le remplace au Grand Prix de clôture, en Australie.
Finalement, la Ferrari 643 n'a pas permis à ses pilotes de réaliser une pole position, de remporter une victoire ni même d'obtenir un meilleur tour en course. Alain Prost choisit alors de prendre une année sabbatique en 1992, où il commente la Formule 1 en qualité de consultant pour la chaîne de télévision TF1, avant de revenir la saison suivante chez Williams pour remporter son quatrième titre mondial.

## Contexte et développement

### Le développement d'une monoplace à embrayage semi-automatique

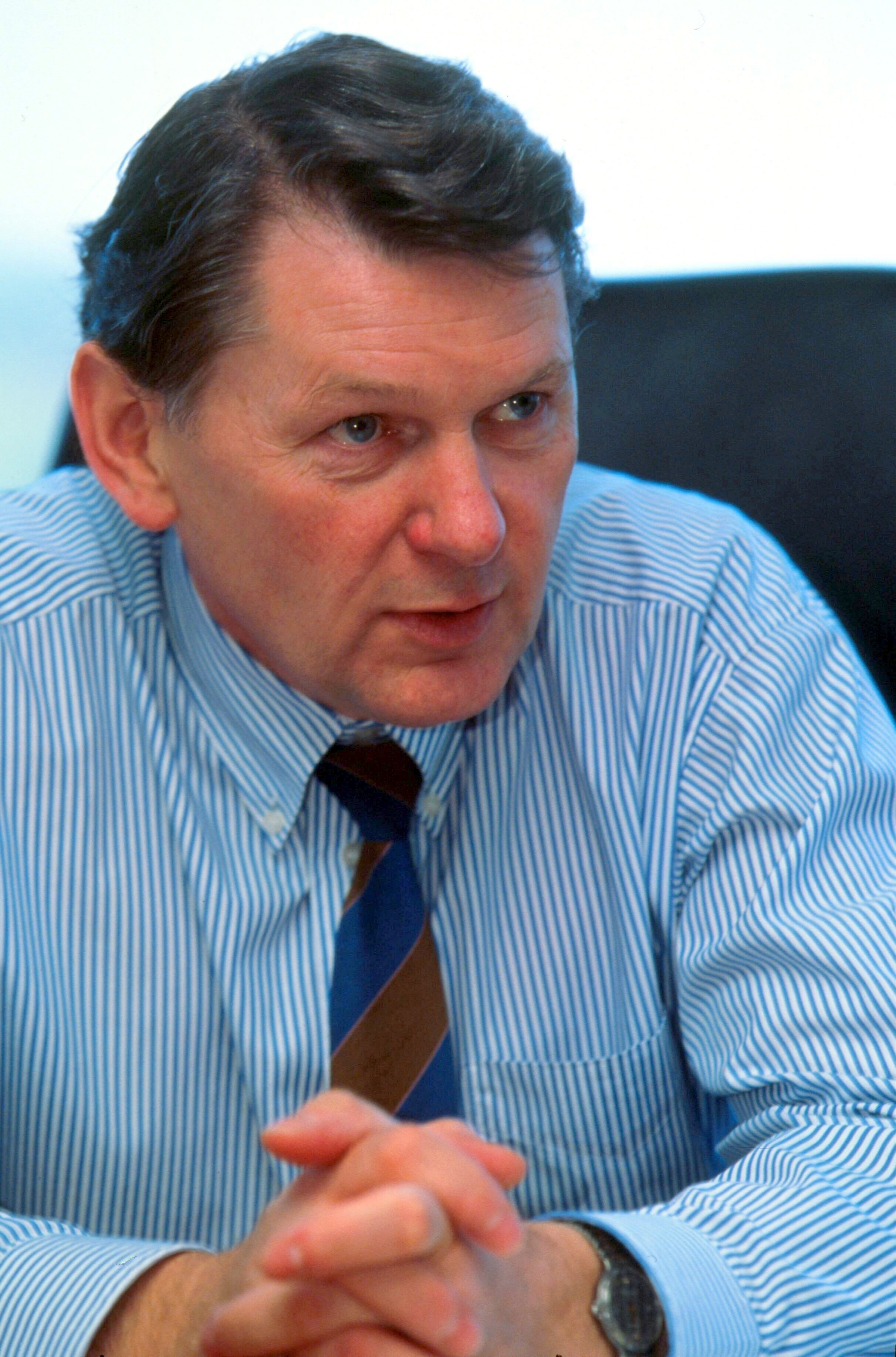
John Barnard est l'ingénieur à l'origine du concept de la Ferrari 639, qui préfigure les 640, 641, 642 et 643.

En 1989, la Scuderia Ferrari profite de l'interdiction des moteurs turbocompressés au profit des moteurs atmosphériques limités à 3,5 litres pour tenter de prendre sa revanche face à McLaren-Honda qui a écrasé le championnat du monde de Formule 1 1988 en remportant quinze des seize manches de la saison. L'écurie italienne réorganise ses départements techniques en confiant à l'ingénieur britannique John Barnard, à l'origine des premières monoplaces de Formule 1 fabriquées en fibre de carbone chez McLaren, le soin de construire un nouveau châssis et à Claudio Lombardi la conception d'un nouveau moteur V12. Ce bloc 035/5, composé de quatre arbres à cames et cinq soupapes par cylindre, développe 600 chevaux à 12 500 tr/min. John Barnard, pour parfaire ce bloc qui pourrait ne pas rivaliser avec le V12 Honda et le V10 Renault de l'écurie Williams, développe une boîte de vitesses à sept rapports avec un embrayage automatique qui s'actionne par le biais de palettes situées derrière le volant : la pédale d'embrayage n'est utilisée qu'au démarrage de la monoplace. Le tout est greffé à un châssis monocoque en fibre de carbone dont l'aérodynamique se distingue par un nez étroit et de larges pontons très raccourcis au niveau des bras de suspension avant. Cet ensemble donne naissance à la Ferrari 639, une monoplace d'essais pilotée par Gerhard Berger et Nigel Mansell durant l'hiver 1988-1989, qui préfigure toutes les monoplaces Ferrari jusqu'en 1991,.
En course, la Ferrari 640, dérivée de la 639, se révèle performante puisque Mansell et Berger se distinguent par trois victoires et plusieurs podiums, mais la fiabilité de la nouvelle boîte de vitesses est catastrophique : en trente-deux engagements, la 640 ne rallie l'arrivée qu'à neuf reprises. Le directeur sportif de Ferrari, Cesare Fiorio, tient alors Barnard et son bureau d'études britannique Guildford Technical Office pour responsable de cette déconvenue et obtient la non-reconduction de son contrat à l'issue de la saison,. Pour 1990, sur les conseils du triple champion du monde Alain Prost, Steve Nichols est recruté comme nouveau directeur technique en remplacement de Barnard. Son rôle est de fédérer l'écurie dans la quête d'un titre mondial qui n'a plus été remporté depuis 1979. Il allège les amortisseurs et conçoit des programmes de changement de vitesses sautant des rapports pour la future Ferrari 641. Évolution de la 640, elle en diffère par un système de refroidissement amélioré, une boîte de vitesses fiabilisée et un moteur V12 Ferrari 036 développant 680 chevaux à 12 750 tr/min.

### Ferrari, de la prétention au titre mondial vers la crise interne

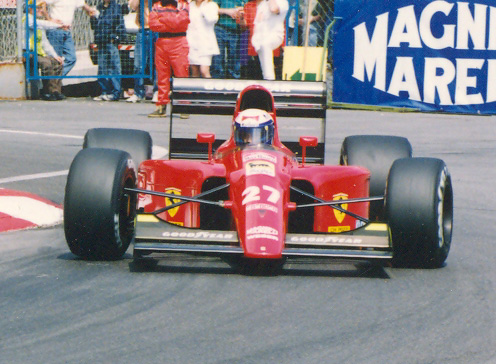
La Ferrari 642 (ici pilotée par Prost à Monaco) ne permet pas à Ferrari et ses pilotes de lutter contre Senna et McLaren pour les titres de champion du monde des pilotes et des constructeurs en 1991.

Alain Prost rivalise alors avec Ayrton Senna (McLaren) pour le titre de champion du monde des pilotes en 1990 et remporte cinq victoires. Lors du Grand Prix du Portugal, en fin de saison, le Français est gêné au départ par Mansell qui s'adjuge la victoire alors qu'il officiait comme lieutenant de Prost, dévoué à l'aider à remporter un quatrième titre de champion du monde. Ce dernier méprise alors le Britannique et s'en prend à Cesare Fiorio, son directeur sportif, qui aurait dû, selon lui, donner la consigne de le laisser passer. Songeant à quitter Ferrari dès la fin de saison, Prost reçoit le soutien de Giovanni Agnelli, le président du groupe Fiat, et de Piero Fusaro, le président de Ferrari, qui lui assurent le dévouement total de l'équipe dans sa lutte face à Senna,. La motivation du Français est ensuite mise à mal par l'accrochage prémédité de Senna au Grand Prix du Japon, assurant ainsi au Brésilien et à McLaren les titres pilotes et constructeurs. Écœuré par le comportement antisportif de son rival, qui s'est délibérément vengé de l'accrochage entre les deux hommes lors du Grand Prix du Japon 1989 (qui avait permis à Prost d'être sacré), par l'absence de sanctions de la part de la Fédération internationale du sport automobile et par l'absence de réclamation de la direction de Ferrari (qui espère recruter Senna à l'avenir) le Français réfléchit à quitter la Formule 1 si une commission chargée de la sécurité n'est pas mise en place par la Fédération internationale du sport automobile, ce qu'elle fait dès novembre 1991,.
Finalement, en janvier 1991, lors des essais hivernaux organisées sur le circuit du Castellet, Alain Prost déclare qu'« on le verrait certainement en 1991 » avec Ferrari, expliquant que malgré les tensions avec la FISA et Cesare Fiorio, le directeur sportif de l'écurie italienne, qu'il n'a « jamais perdu le goût de travailler avec l'équipe ». Le Français prolonge son contrat jusqu'à la fin de la saison 1992 et fait désormais équipe avec le jeune Jean Alesi. 
Si la Ferrari 642 se montre véloce lors des essais hivernaux, au point de citer l'écurie italienne et Prost comme les favoris du championnat 1991, les ambitions de la Scuderia Ferrari sont rapidement déçues : au terme des six premières manches de l'année, elle est quatrième du championnat du monde des constructeurs avec seize points et n'a obtenu que deux podiums (une deuxième place de Prost au Grand Prix des États-Unis et une troisième place d'Alesi au Grand Prix de Monaco),,. 
Les deux pilotes dénoncent une monoplace peu performante et peu fiable, Alesi évoquant même une voiture « malade ». La presse italienne, très attentive aux résultats de Ferrari, se montre particulièrement acerbe à l'égard de Prost, surnommé « l'ex-professeur ». L'écurie, désormais en crise, limoge son directeur sportif Cesare Fiorio et le remplace par un triumvirat constitué de Piero Lardi Ferrari (le fils naturel d'Enzo Ferrari) à la direction générale, de Claudio Lombardi (directeur de l'ingénierie de l'équipe de rallye Lancia) qui devient directeur des opérations de Ferrari et de Marco Piccinini, chargé de la gestion des pilotes et des commanditaires. Enfin, Ferrari annonce le lancement d'une nouvelle monoplace, la 643, pour le Grand Prix de France, septième manche du championnat.

## Conception de la monoplace

### Châssis, freins et suspensions

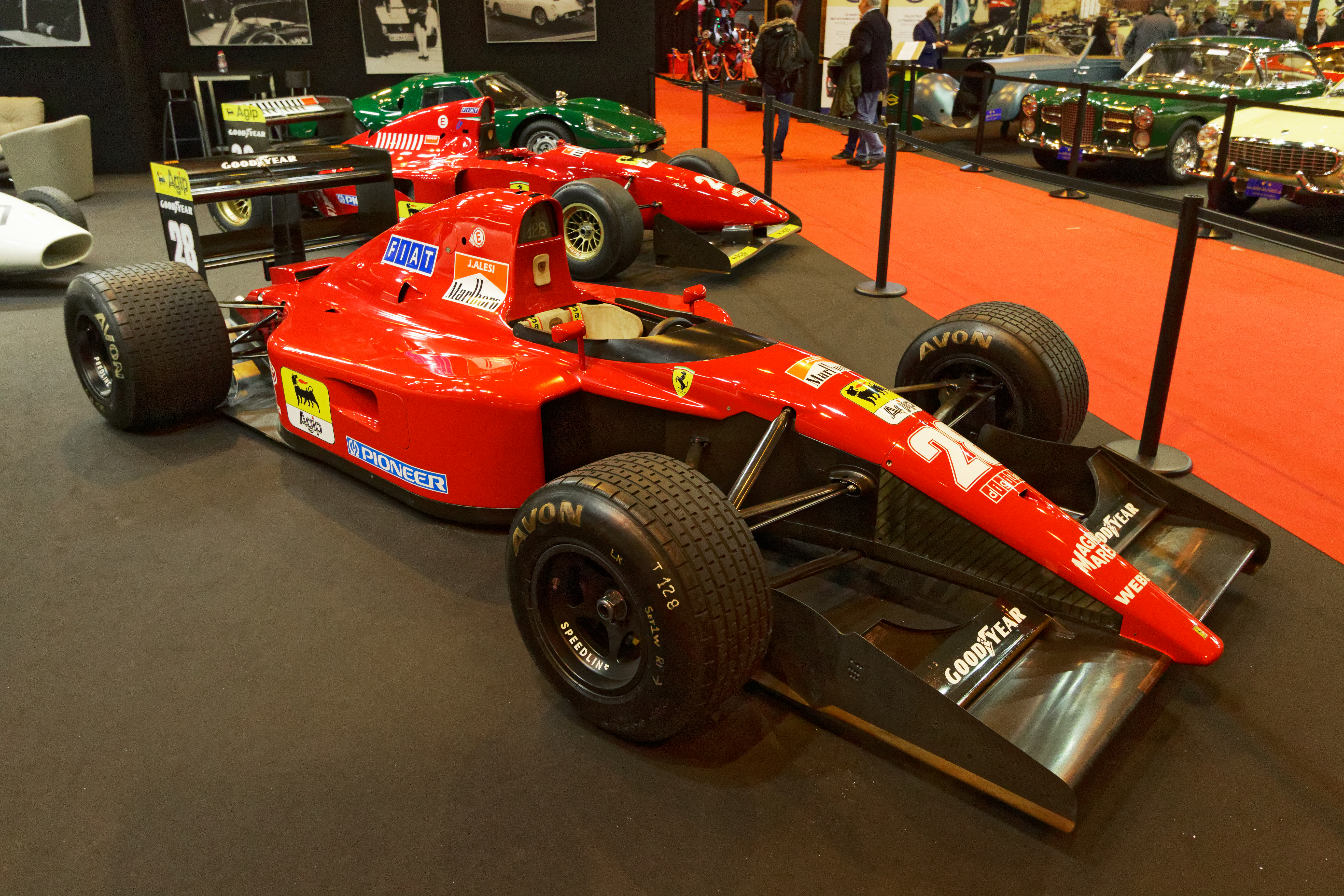
La Ferrari 643 (ici exposée au salon Rétromobile en 2018) n'est qu'un développement de la Ferrari 642 engagée au début du championnat 1991.

La Ferrari 643, conçue par Steve Nichols et Jean-Claude Migeot, dispose d'un châssis monocoque en fibre de carbone et kevlar et d'une structure en nid d'abeille. D'une masse de 505 kilogrammes, la Ferrari 643 est longue de 4 400 mm, large de 2 130 mm et haute de 1 004 mm. Son empattement est de 2 881 mm, sa voie avant est de 1 800 mm et sa voie arrière est de 1 675 mm,,. 
Elle doit être considérée comme un simple développement de la Ferrari 642, qui était déjà une évolution de la Ferrari 641 de 1990 (elle-même dérivée de la Ferrari 640 de 1989). Elle s'en distingue toutefois par un train avant surélevé (à l'image de celui de la Tyrrell 020) mais dont le design rappelle celui de la Williams FW14. Le train arrière, également retravaillé, reprend la forme de bouteille de Coca-Cola imaginée originellement par John Barnard pour la McLaren MP4/1 de 1981, tandis que les prises d'air et les pontons latéraux sont désormais plus compacts. Tout comme sa devancière, la 643 reprend le nez en forme de bec de canard de la 640 et son moteur est refroidi par une proéminente prise d'air à l'arrière du châssis et par une boîte à air surmontant le casque du pilote,. 
Les suspensions de la 643 sont quasiment identiques à celles de la 642 : elles disposent d'un système d'actionnement composé d'un poussoir, de barres de torsion verticales par rapport à l'essieu avant, de doubles triangles, d'amortisseurs télescopiques et d'une barre antiroulis. À l'arrière, des ressorts hélicoïdaux sont liés à l'essieu. Néanmoins, la géométrie de suspension a été revue pour améliorer la tenue de route, la 642 étant très instable. Les disques de frein en carbone sont conçus par Carbone Industrie et les étriers par Brembo. Les pneumatiques sont fournis par Goodyear. Enfin, le carburant Agip (qui fournit aussi les lubrifiants) est stocké dans deux réservoirs, l'un central et l'autre latéral, le tout ayant une capacité de 215 litres,,,.

### Moteur et boîte de vitesses
La 643 est propulsée par un moteur V12 atmosphérique Ferrari 037 ouvert à 65 degrés de 3 499 cm3 de cylindrée développant 710 chevaux à 13 800 tours par minute. En cours de saison, cette puissance est portée à 725 chevaux à 14 500 tours par minute. Il s'agit d'un moteur central longitudinal, actionné par cinq soupapes par cylindre et deux arbres à came. Un système de réglage des trompettes d'admission est intégré au moteur en fin de saison. Le système d'alimentation en carburant, fourni par Weber-Marelli, est à injection directe électronique et composé de deux injecteurs par cylindre. L'allumage électronique commande une bougie par cylindre. L'électronique, qui gère le moteur, est fournie par Magneti Marelli,. Il s'agit d'un des blocs les plus puissants du plateau puisqu'il affiche 60 chevaux de plus que le moteur V8 Ford-Cosworth HBA des Benetton B191 et 10 chevaux de plus que le V10 Renault équipant la Williams FW14,. La transmission est assurée par une boîte de vitesses longitudinale semi-automatique à gestion électro-hydraulique à sept vitesses développée en interne. L'embrayage, composé de trois disques en carbone, est à commande mécanique et automatique,.
La 643, énième évolution de la Ferrari 639 prototype de la fin d'année 1988, est perçue par certains observateurs, dont l'ancien directeur technique de Ferrari, Enrique Scalabroni, comme une monoplace désuète, à l'instar de la 642. Ceux-ci appellent la Scuderia Ferrari à développer une nouvelle voiture à partir d'une feuille blanche. Néanmoins, la 643 fait l'objet d'essais quasi-quotidiens sur les circuits de Fiorano et du Mugello, menés par Alain Prost et Jean Alesi, mais aussi par les pilotes-essayeurs de l'écurie, Andrea Montermini, Gianni Morbidelli et Dario Benuzzi.

## Choix des pilotes

### Alain Prost

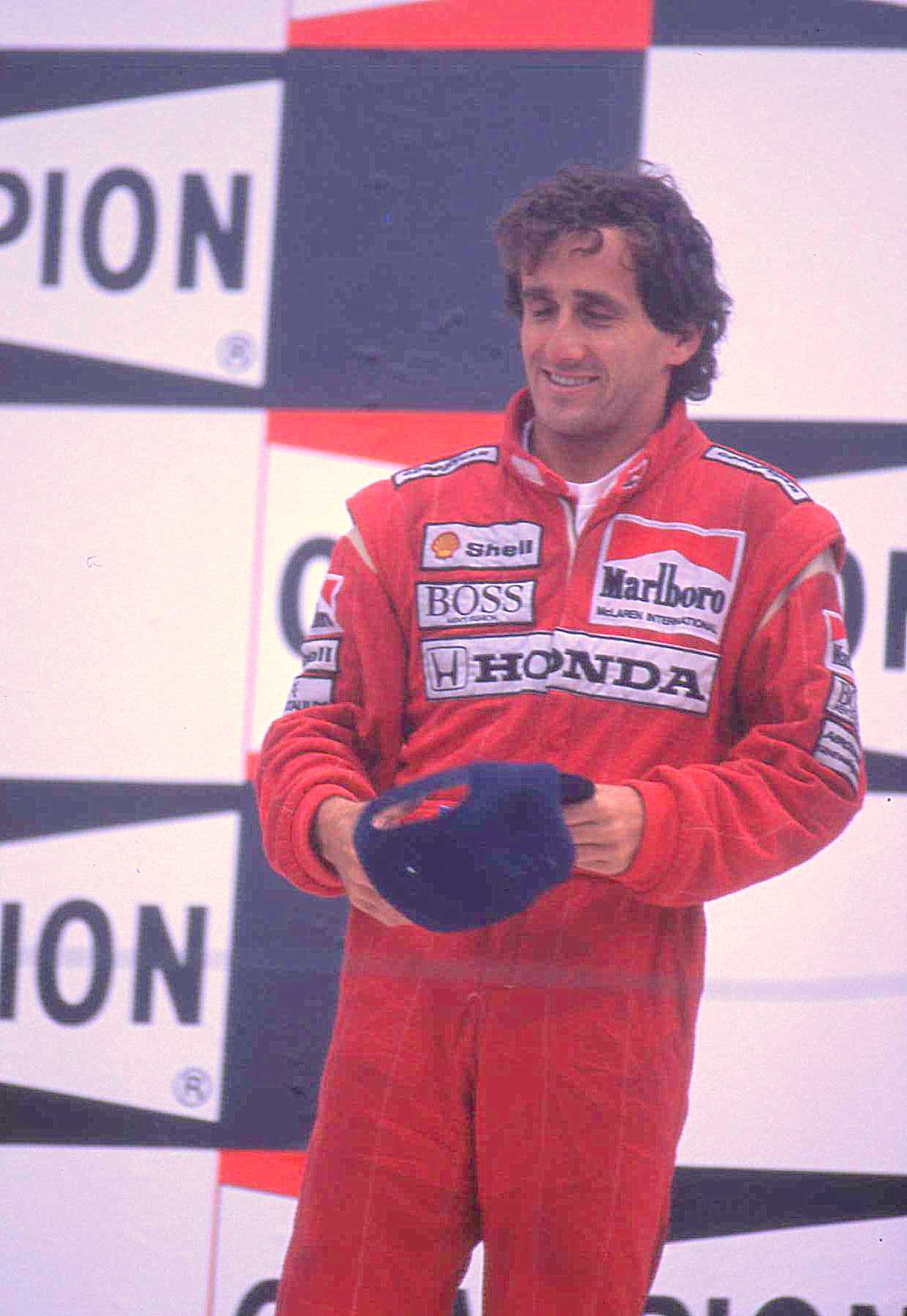
Alain Prost (ici en 1989), malgré l'engagement de la Ferrari 643 avant la mi-saison 1991, estime qu'il sera impossible de lutter pour le titre mondial face à Ayrton Senna et McLaren.

Le premier pilote est le Français Alain Prost. Faisant ses débuts en Formule 1 en 1980 au volant d'une McLaren-Ford, il remporte son premier Grand Prix, à domicile, avec Renault en 1981. Vice-champion malheureux face à Nelson Piquet avec Renault en 1983 et en 1984 face à Niki Lauda avec McLaren-TAG Porsche, Prost s'adjuge le titre de champion du monde à deux reprises consécutives, en 1985 et en 1986. Après une saison plus difficile en 1987, le Français doit cohabiter avec Ayrton Senna chez McLaren en 1988 et en 1989, année lors de laquelle il remporte un troisième titre mondial. Ne supportant plus la préférence donnée au Brésilien au sein de l'écurie britannique, il rejoint la Scuderia Ferrari en 1990, où il est vice-champion du monde face à Senna,.
En 1990, les rumeurs quant à la possible retraite du Français demeurent persistantes : dès juillet, la presse allemande clame que Prost se retirera de la compétition au terme de son contrat le liant à Ferrari, fin 1991. Cette nouvelle énerve passablement le principal intéressé, qui explique « qu'après Ferrari, il n'y aura plus de défi à relever ». Le 23 août, l'équipe italienne confirme qu'elle aligne Prost la saison suivante, ce dernier ayant menacé de partir si Ferrari engageait Senna pour 1991. Néanmoins, la victoire de Nigel Mansell au Portugal fait resurgir la menace du départ du triple champion du monde, qui clame que « Ferrari ne mérite pas le titre mondial ». L'accrochage avec Senna au Japon le pousse alors à envisager de quitter la Formule 1 mais il prolonge finalement son contrat avec Ferrari jusqu'à fin 1992 peu avant le début du championnat 1991.
Considéré comme le favori du championnat par les spécialistes, Prost ne dispose pas d'un matériel capable de lutter avec la McLaren MP4/6-Honda d'Ayrton Senna : malgré une deuxième place aux États-Unis, il se bat avec un châssis instable et à l'aérodynamique mal pensée et, dès la deuxième manche de la saison au Brésil, appelle de ses vœux l'engagement de la 643. Les observateurs italiens, très critiques à son encontre, l'accusent notamment d'avoir délibérément commis une erreur de pilotage au Grand Prix de Saint-Marin (où il abandonne dès le tour de formation) pour ne pas avoir à piloter sous la pluie. À l'entame du Grand Prix de France, où le nouveau châssis est engagé, Prost est cinquième du championnat du monde des pilotes, avec onze points. En discussion avec Guy Ligier, le patron de l'écurie Ligier dans l'optique de la fondation d'une « écurie France », des rumeurs le voient piloter pour Williams en 1992,.

### Jean Alesi

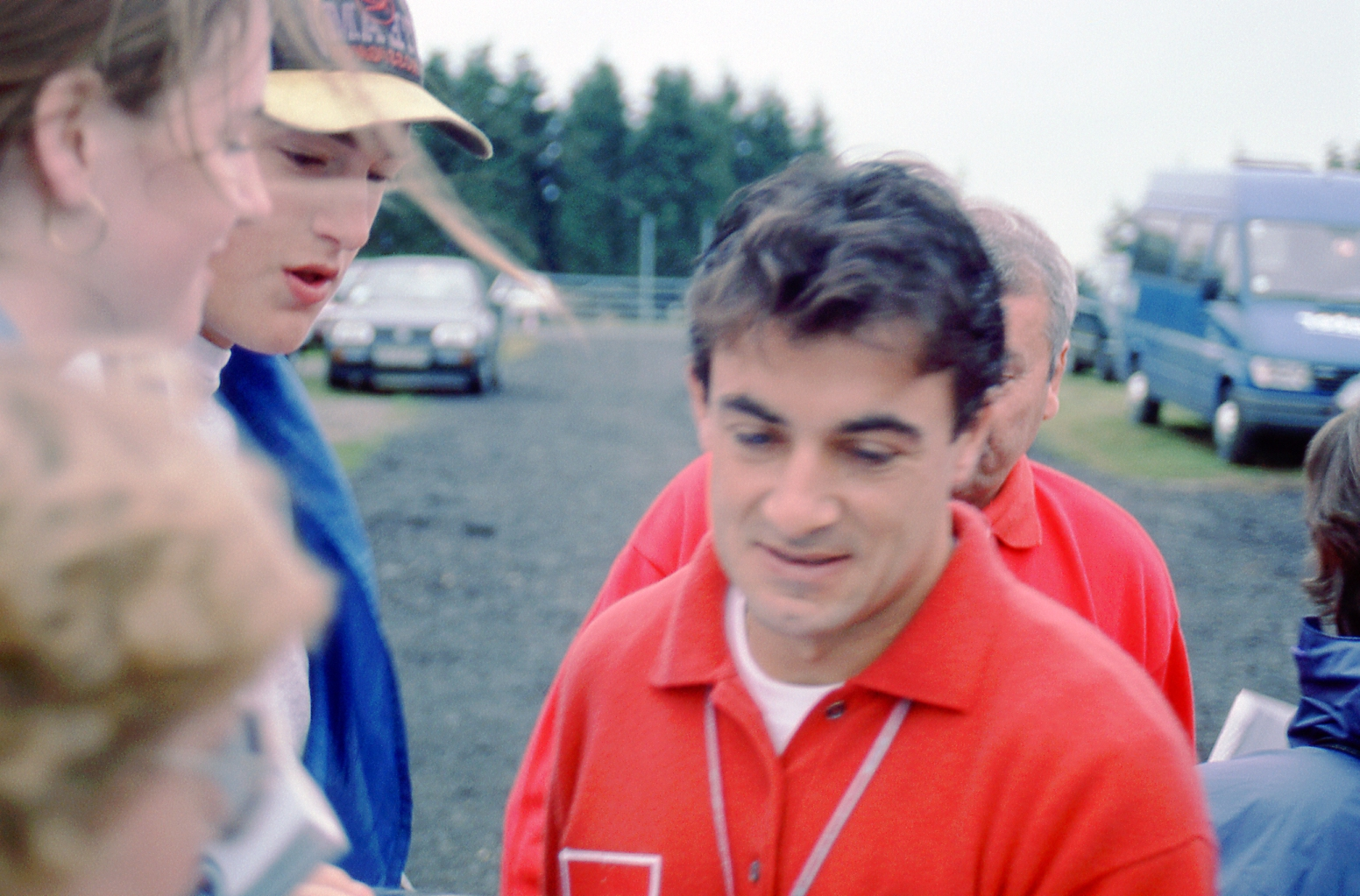
Jean Alesi (ici en 1995) effectue sa première saison chez Ferrari en 1991 après un an et demi d'apprentissage avec Tyrrell.

Le deuxième pilote est le Français Jean Alesi. Vice-champion de France de Formule 3 en 1986 dès sa première saison, il s'adjuge le titre l'année suivante avec sept victoires pour le compte de l'équipe Oreca, avec laquelle il fait ses débuts en championnat international de Formule 3000 en 1988. En 1989, il rejoint l'écurie Eddie Jordan Racing, avec laquelle il remporte le championnat. La même année, il fait ses débuts en Formule 1 avec Tyrrell Racing, lors du Grand Prix de France 1989, où il termine quatrième, après avoir occupé la deuxième place derrière Alain Prost. En 1990, il s’affirme à nouveau comme une valeur sûre de la discipline en étant deuxième aux États-Unis, où il lutte pour la victoire face à Ayrton Senna (McLaren), et à Monaco, où il bataille avec Gerhard Berger (McLaren), malgré sa modeste Tyrrell 019,.
Avec l'annonce du départ à la retraite de Nigel Mansell (qui rejoint finalement Williams en 1991), Ivan Capelli, Pierluigi Martini et Jean Alesi sont cités pour épauler Alain Prost chez Ferrari. Néanmoins, le Français s'est engagé pour deux saisons auprès de Williams dès février, mais la proposition d'un contrat au sein de l'équipe de ses rêves le pousse à dénoncer son contrat auprès de l'écurie britannique. Pour autant, Williams menace le Français d'une action en justice, tandis que Tyrrell met son veto à son transfert. Cesare Fiorio se rabat en second choix sur le pilote Benetton Formula Alessandro Nannini, à qui il propose un contrat d'un an avec une option renouvelable par Ferrari. L'Italien est en désaccord sur les termes de ce contrat et ne le signe pas. Dans le même temps, Frank Williams renonce à l'accord passé avec Alesi et Ken Tyrrell consent à le laisser à Ferrari, moyennant un dédommagement de deux millions de dollars. Le Français signe son contrat à la mi-septembre 1990, en marge du Grand Prix du Portugal.
Désireux d'apprendre beaucoup de la part d'Alain Prost, qui se montre pourtant récitent d'être épaulé par un jeune pilote dont le potentiel pourrait occasionner une rivalité comparable à celle opposée par Senna, Jean Alesi est en difficulté avec la Ferrari 642 : à son volant, il abandonne à quatre reprises et obtient pour meilleur résultat une troisième place à Monaco,. Neuvième du championnat du monde des pilotes avec cinq points lorsque la 643 fait ses débuts, le jeune pilote est épargné par les critiques des observateurs, qui avancent son manque d'expérience pour expliquer ses contre-performances qui contrastent avec le niveau affiché lorsqu'il pilotait pour Tyrrell.

### Gianni Morbidelli

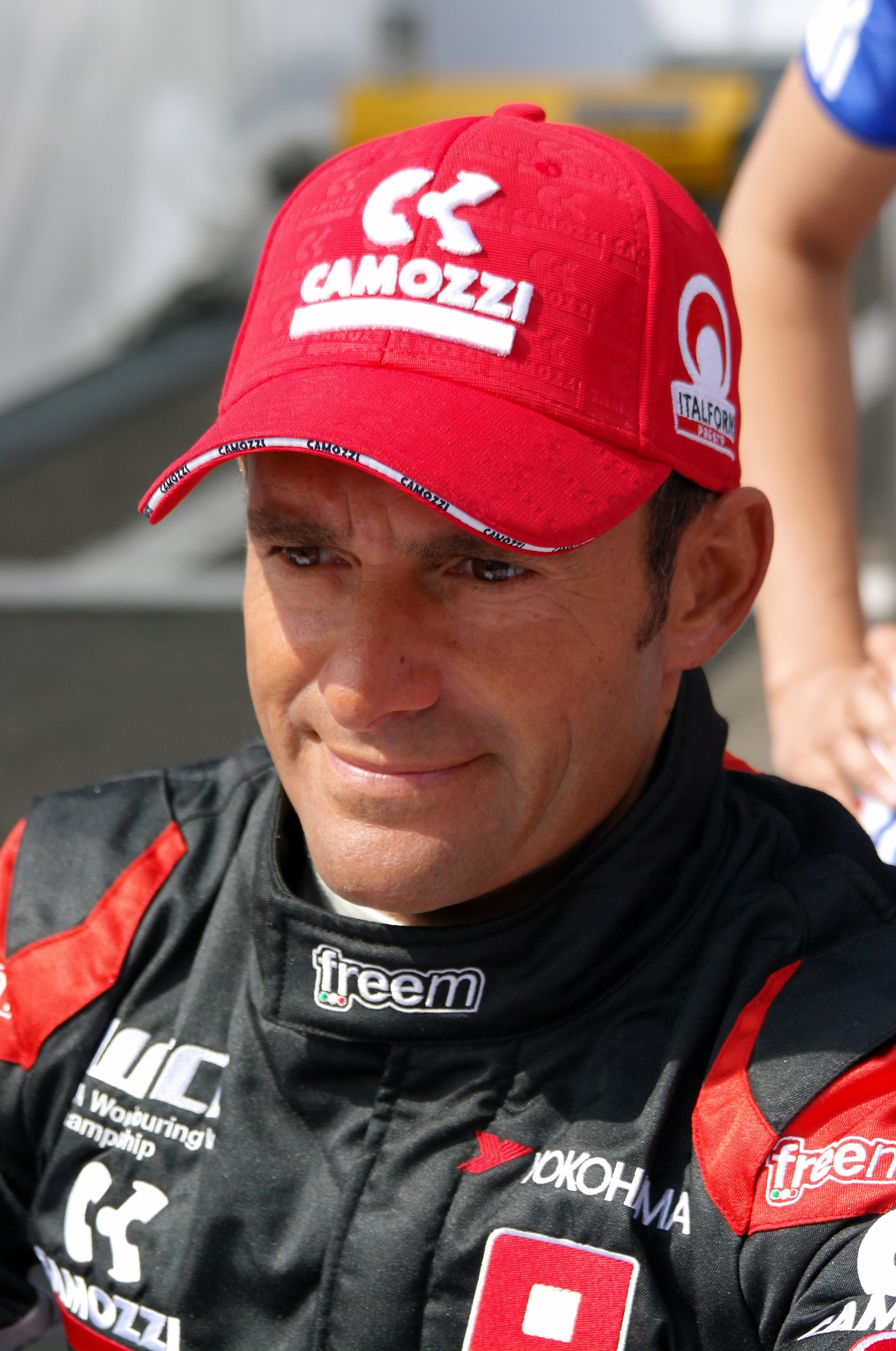
Gianni Morbidelli (ici pilote de WTCC en 2014), effectue une pige chez Ferrari pour le Grand Prix d'Australie 1991.

Gianni Morbidelli est le fils de Giancarlo Morbidelli, constructeur de motos de course plusieurs fois championnes du monde dans la catégorie 125 cm3 au cours des années 1970. Le jeune Gianni se lance en compétition à partir du milieu des années 1980 et devient champion d'Europe de karting en 1985. Il commence en monoplace dans le championnat d'Italie de Formule 3 en 1987 et remporte sa première victoire à Enna-Pergusa l'année suivante ; en 1989, il remporte le titre avec six victoires. 
En 1990, Gianni Morbidelli pilote la Lola T90/50-Cosworth de l'écurie Forti Corse en championnat international de Formule 3000 et signe un contrat de pilote-essayeur avec la Scuderia Ferrari. Il débute également en Formule 1 en disputant les deux premières manches de la saison avec la Scuderia Italia (en remplacement d'Emanuele Pirro) et obtient pour meilleur résultat une quatorzième place au Grand Prix du Brésil. En fin d'année, il supplée Paolo Barilla chez Minardi lors des Grands Prix du Japon et d'Australie, deux courses dont il ne rallie pas l'arrivée,. 
Ferrari fournissant les moteurs de la petite écurie italienne l'année suivante, Gianni Morbidelli est titularisé chez Minardi pour la saison 1991. Il déclare, à propos à propos de ses débuts en Formule 1 : « Vous ne pouvez pas imaginer ce que ressent un jeune gars qui se retrouve pour la première fois sur une grille de Formule 1, au milieu de pilotes comme Prost, Senna, Mansell, Berger. Je ne savais pas si je vivais un rêve ou un cauchemar. La pression était tellement forte mais l’excitation était aussi fantastique. »
Il dispute, au volant de la Minardi M191 à moteur Ferrari comme coéquipier de Pierluigi Martini, quinze courses et son meilleur résultat est une septième place au Mexique, à la porte des points. Tout en continuant à mener des essais pour Ferrari, il termine quatre Grands Prix dans les dix premiers et subit plusieurs abandons en raison du peu de fiabilité de sa Minardi,. 
La semaine suivant le Grand Prix du Japon disputé le 20 octobre 1991, Alain Prost est limogé par Ferrari et Gianni Morbidelli reçoit un appel téléphonique : « Nous étions en vacances à Port Douglas, mes parents et moi, entre le Grand Prix du Japon et la dernière course en Australie, lorsque j’ai reçu un appel de Ferrari. Ils ont été directs : « Dimanche prochain, tu piloteras à Adélaïde avec notre voiture à la place de Prost. » J'ai cru que c'était une blague au début mais j’ai vite compris que mon rêve devenait réalité. C’était comme toucher le ciel du doigt, un mélange d'émotions. »

## Engagement en championnat du monde de Formule 1

### Bons débuts en France, manque de rythme en Grande-Bretagne
Le Grand Prix de France du 7 juillet 1991 est le premier Grand Prix de France à se tenir sur le nouveau circuit de Magny-Cours à Nevers dans la Nièvre (qui accueille la Formule 1 jusqu'en 2008). La 643 qui y débute fait bonne impression à Alain Prost, Jean Alesi et Andrea Montermini, le pilote-essayeur de l'écurie, qui l'ont testée au Mugello et sur la piste d'essais de Ferrari, à Fiorano au début du mois. Malgré un manque de rodage puisqu'elle arrive en France « brute de fonderie », selon l'aérodynamicien Jean-Claude Migeot, « elle est nettement supérieure à la 642 en stabilité, elle ne vibre pas dans les virages délicats et tient bien la route », d'après Alesi. Devant plus de 100 000 spectateurs qui n'arrivent pas tous à temps à cause des kilomètres d'embouteillage sur les petites routes des environs, la nouvelle Ferrari effectue une entrée en matière satisfaisante, alors que le châssis de Prost n'est monté que dans la nuit du mercredi au jeudi, la veille des premiers essais libres.
En qualifications, Riccardo Patrese réalise la pole position au volant de sa Williams FW14-Renault mais il creuse de petits écarts : Prost l'accompagne en première ligne avec un temps de 1 min 14 s 789, à 230 millièmes de secondes ; Ayrton Senna (McLaren) et Nigel Mansell (Williams) suivent à moins de quatre dixièmes de seconde et devancent Alesi, qualifié sixième en 1 min 15 s 877. Le dimanche, Patrese rate son départ, Prost prend la tête de la course et mène jusqu'au vingt-et-unième tour puis du trente-deuxième au cinquante-quatrième quand Mansell le dépasse par l'extérieur dans l'épingle Adélaïde pour aller quérir la victoire. Prost, bloqué pendant quatre tours par Patrese à qui il doit prendre un tour, se montre incapable de rattraper son adversaire et se classe deuxième devant Senna ; Alesi prend la quatrième place, après avoir tenté de ravir la troisième place de Senna dans le dernier tour,. « Le Professeur » voit le bout du tunnel dans lequel la 642 avait plongé l'écurie de Maranello : « C'est très encourageant. La 643 est performante, fiable, plus facile à régler que la 642. Même si je n'ai pas gagné, il s'agit d'un excellent résultat, et Mansell est un beau vainqueur. Le potentiel existe, et n'est pas très loin de celui de la Williams. » dit-il à chaud. À l'issue de la manche française, Ferrari reprend la troisième place au championnat des constructeurs à Benetton Formula, avec 25 points, tandis que Prost (16 points) remonte à la quatrième place du championnat des pilotes au détriment de Nelson Piquet. Jean Alesi, avec 8 points, est huitième.
L'éclaircie est pourtant de courte durée, l'équipe de Maranello déchantant dès l'épreuve suivante, au Grand Prix de Grande-Bretagne, le 14 juillet à Silverstone. Alors que Ferrari célèbre les quarante ans de sa première victoire en Formule 1 (obtenue le 14 juillet 1951 par le pilote argentin José Froilán González au Grand Prix de Grande-Bretagne) Claudio Lombardi fixe pour objectif à ses pilotes d'obtenir un podium. Alain Prost est morose, reprochant à une partie de son équipe de pousser la direction à recruter Ayrton Senna pour 1992 et ainsi rompre son contrat. Il est cependant confiant sur les performances potentielles de la nouvelle 643, dont un troisième châssis est apporté à Silverstone,.

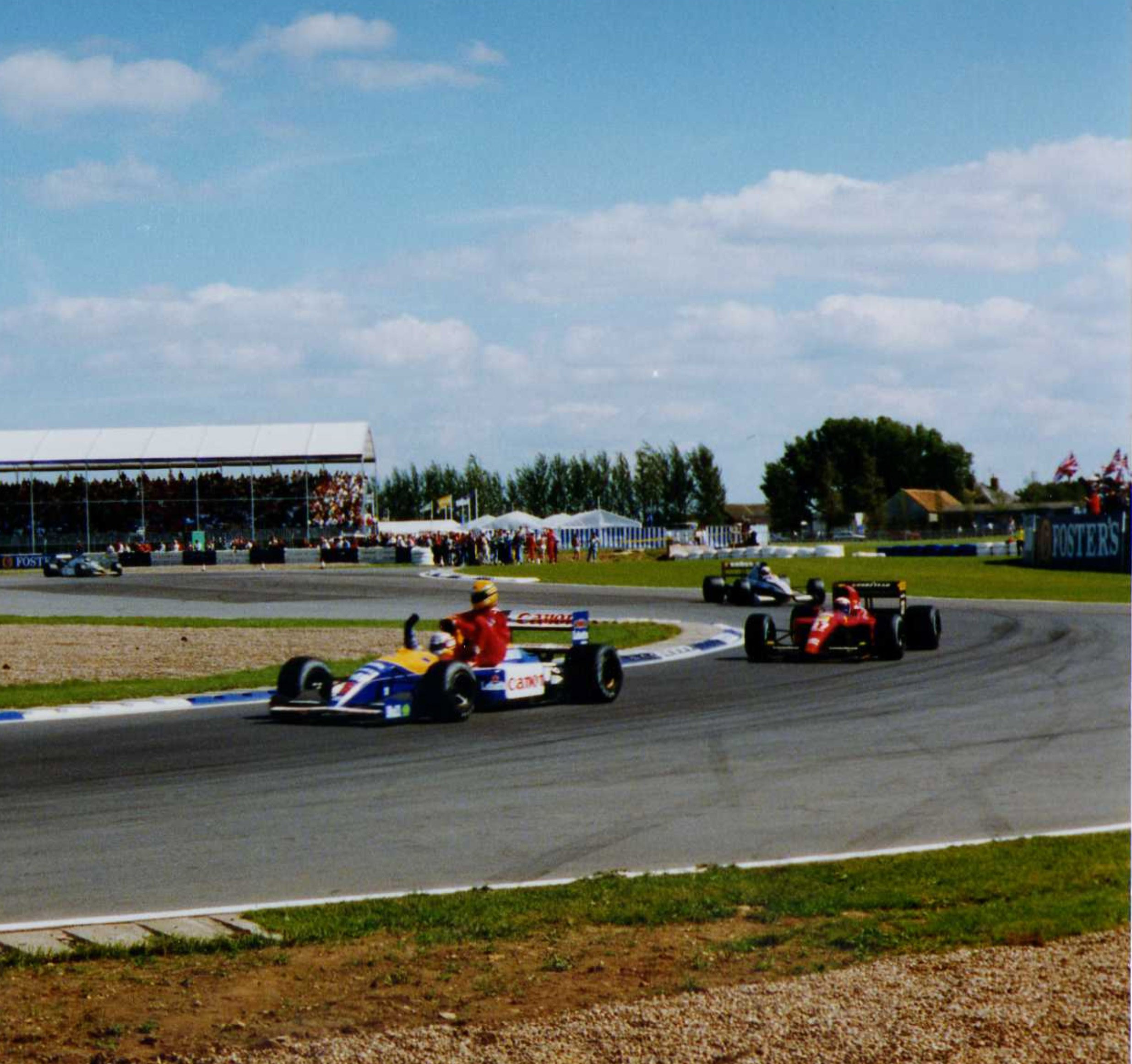
Le tour d'honneur du Grand Prix de Grande-Bretagne 1991 : Nigel Mansell raccompagne Ayrton Senna. Derrière, Alain Prost, troisième de l'épreuve, suit cet équipage.

En qualifications, les 643 sont difficiles à régler et se qualifient en troisième ligne : Prost est cinquième en 1 min 22 s 478, à 1,5 seconde de la pole position établie par Nigel Mansell (Williams) et Alesi sixième, en 1 min 22 s 881. En course, Mansell caracole en tête du premier au dernier tour sous les ovations de son public alors que les pilotes Ferrari, au volant d'une monoplace peu à l'aise sur la piste bosselée, se montrent incapables de suivre le rythme. La 643 peine notamment dans les virages rapides de Becketts, Abbey et Bridge, face aux Williams FW14 et aux McLaren MP4/6. En début d'épreuve, Prost est même menacé par la Leyton House CG911 de Maurício Gugelmin. Au quatorzième tour, Alesi dépasse avec autorité son équipier dans le virage Priory, où ils manquent de s'accrocher. Neuf boucles plus loin, ils prennent le meilleur sur Gerhard Berger dans ce même virage et s'emparent des troisième et quatrième places. Toutefois, Alesi abandonne au trente-et-unième tour à la suite d'un accrochage provoqué par Aguri Suzuki (Larrousse) à qui il prenait un tour ; Prost, juste derrière, évite les deux voitures. Suzuki, sanctionné par les commissaires de course, rejette pourtant la faute sur l'Avignonnais, qu'il accuse de l'avoir serré et percuté par l'arrière alors qu'il allait se rabattre pour effectivement le laisser passer. 
De son côté, Prost subit plusieurs déboires en piste : au vingt-neuvième tour, il part en tête-à-queue à Abbey en essuyant sa visière mais garde sa quatrième place. Troisième après l'abandon d'Alesi, il remonte sur Senna mais roule sur un débris de carbone de la Jordan 191 d'Andrea De Cesaris au quarante-troisième tour et passe aux stands pour faire changer ses pneumatiques. Son moteur met du temps à redémarrer, le reléguant au quatrième rang. Il achève la course en troisième position, à plus d'une minute de Mansell et 42 secondes de Gerhard Berger et ne doit ce résultat qu'à la panne d'essence de Senna au cinquante-neuvième et dernier tour alors qu'il avait roulé en deuxième position tout du long. L'image de Mansell le prenant en stop sur le capot de sa FW14 dans le tour d'honneur reste célèbre. Après cette manche, dominée avec une facilité déconcertante par Mansell, Prost s'inquiète ouvertement du manque de rythme de la 643. Pour autant, à son volant, il réalise le deuxième meilleur tour en course, à seulement vingt-et-un centièmes de seconde de Mansell,,,,.

### Grand Prix d'Allemagne: le torchon commence à brûler entre Prost, Ferrari et Senna

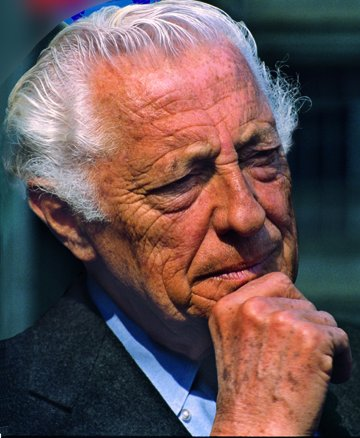
Malgré les critiques que subit son pilote, Giovanni Agnelli, le président de Fiat, soutient Alain Prost au sein de la Scuderia Ferrari.

Cinq jours avant la neuvième manche de la saison, le Grand Prix d'Allemagne à Hockenheim, Umberto Agnelli, vice-président du groupe Fiat s'en prend violemment à la Scuderia dans les colonnes du Corriere della Sera : « Le meilleur pilote, c'est Senna. Il me plairait de le voir chez nous. Ce qui manque à Ferrari, c'est un vrai leader. Jean Alesi et Alain Prost ne donnent pas le meilleur d'eux-mêmes. J'ai l'impression que Prost n'a plus son enthousiasme d'antan. Et Alesi n'est pas à son aise... ». Trois jours plus tard, à Hockenheim, Prost exprime son accablement en conférence de presse : « Ou bien on en revient à des conditions de travail normales ou bien je quitte Ferrari ! Oui, j'ai un contrat pour 92 mais si je ne me plais plus ici, je suis prêt à m'en aller. Je ne vais quand même pas gâcher ma vie ! Un pilote a droit à un certain respect. Je ne me plains pas de mon environnement immédiat, des gens avec lesquels je travaille à l'usine ou en essais. Je suis au mieux avec M. Lombardi, un excellent ingénieur. Avec lui, j'aurais été champion du monde en 1990. Au lieu de cela, nous continuons à payer les erreurs de Cesare Fiorio. » Néanmoins, Giovanni Agnelli, le président de Fiat, apporte son soutien à Prost et Piero Fusaro, le président de Ferrari, demande à son écurie d'avoir plus de respect pour ce pilote au « tel palmarès » et « qui se dépense sans compter pour l'équipe ». Le torchon brûle à tous les étages car, au-delà de la polémique régnant au sein du groupe italien, il y a également le réveil de celle opposant les deux rivaux Prost et Senna,. 
En effet, les qualifications se soldent par une nouvelle pole position de Nigel Mansell, devant Senna, tandis que les pilotes Ferrari, à la peine avec un moteur V12 fragile et incapable de rivaliser avec les V10 Renault de Williams et les V12 Honda de McLaren, sont encore en troisième ligne : Alain Prost, cinquième (1 min 39 s 034) et Jean Alesi, sixième, (1 min 39 s 042), sont relégués à près de deux secondes du quatuor de tête composé des pilotes de ces deux écuries britanniques. Pour la course du lendemain, Prost chausse des gommes tendres et utilise un aileron biplan très plat pour tenter de rivaliser en vitesse de pointe avec les Williams FW14. Son équipier se distingue en optant pour des pneumatiques durs et n'effectue aucun arrêt au stand. Le départ voit le Brésilien dépassé par son coéquipier Gerhard Berger alors que les deux pilotes Ferrari dépassent Riccardo Patrese qui partait en quatrième position. Pendant trente-sept tours (sur quarante-cinq boucles en tout) Prost roule derrière son rival qu'il tente de le dépasser à plusieurs occasions, mais Senna zigzague, donne de petits coups de freins et ne lui laisse jamais la place de s'infiltrer. Au trente-huitième tour, le Français prend l'aspiration et arrive à sa hauteur au freinage de la première chicane. Senna lui fermant la porte, Prost tire tout droit puis cale ; son embrayage ayant lâché, il descend de sa monoplace très énervé. En tête, Mansell contrôle la course tandis que, grâce à une stratégie audacieuse, Jean Alesi, après avoir occupé la tête de l'épreuve pendant deux tours à la faveur du changement de pneumatiques de Mansell, navigue en deuxième position à partir du vingt-et-unième tour ; il ne peut toutefois pas s'opposer au retour de Patrese qui le double, au trente-sixième tour, dans la première grande ligne droite du circuit,,. Les FW14 réalisent un doublé et le pilote avignonnais, bien que troisième sur le podium, n'est pas heureux pour autant : « Entre ce que j'ai réussi et ce que j'ai manqué, la balance n'est pas égale. Notre moteur ne manque pas de chevaux : il n'a pas de puissance ! Il faut absolument réagir,... »
Senna encore en panne d'essence dans le dernier tour, se classe septième mais reste solidement en tête du championnat devant Mansell et Patrese. Prost, quatrième du classement, est furieux : « Senna m'a joué de mauvais tours dans les lignes droites. Il freinait sans raison pour m'obliger à lever le pied. Et puis, avant la chicane, il ne s'est pas gêné pour faire de l'obstruction. À la prochaine occasion, je n'hésite pas : je le fous dehors ! Comme ça, je pourrais aider Mansell et Renault... » Le champion du monde en titre en route vers une troisième couronne réagit sur le même ton : « Tout le monde connaît Prost maintenant. Il se plaint de sa voiture, de ses pneus, de son équipe, de son essence, des autres pilotes, des circuits... Ce n'est jamais de sa faute ! Aujourd'hui, il a pris beaucoup de risques et s'est sorti tout seul ! »
Après trois courses, la 643 ne compte toujours ni victoire, ni pole position ni meilleur tour et ne fait pas mieux que la 642 retirée des circuits après six courses. Alesi remonte toutefois au septième rang du classement du championnat des pilotes avec douze points.

### Fin des espoirs au championnat pour Prost à l'issue des manches estivales
Le weekend du Grand Prix de Hongrie, disputé le 8 août, commence par une « paix des braves » entre Prost et Senna : Jean-Marie Balestre, le président de la Fédération internationale du sport automobile, souhaite une désescalade verbale après les incidents musclés de Hockenheim et craint des représailles sur la piste. Le Français, d'abord réticent à l'idée de se réconcilier avec le Brésilien et de revenir sur ses déclarations à l'issue de la manche allemande, écope même d'une course de suspension avec sursis. Réunis dans le motorhome d'Elf pour discuter, le vendredi après les premiers essais qualificatifs, ils se mettent sur la voie de la réconciliation, sortant en se serrant les mains et rivalisant de déclarations sur le thème « il faut que cela cesse » et « place au sport ». Pour autant, les observateurs restent sceptiques et rappellent que la dernière réconciliation entre Prost et Senna, au Grand Prix d'Italie 1990, n'avait duré que six semaines, jusqu'au Grand Prix du Japon,.
Ferrari aborde la manche hongroise avec une nouvelle version plus puissante de son moteur V12, innovant par ses trompettes d'admission télescopiques permettant d'améliorer le couple à moyen régime. Ce moteur, testé lors d'essais privés organisés à Fiorano et à Imola, est réservé à Alain Prost. Ce traitement de faveur agace Jean Alesi qui se plaint auprès de Claudio Lombardi d'être considéré comme le second pilote. L'Avignonnais, très critique à l'égard du bloc Ferrari en Allemagne, est sommé par Ferrari de ne pas s'épancher sur le sujet auprès des médias,,. Avec ce nouveau moteur, Prost rivalise avec Ayrton Senna (McLaren) lors des essais libres mais ce n'est pas le cas en qualifications où il abandonne le système de trompettes d'admission variables qui ne lui donne pas satisfaction ; il n'est que quatrième en 1 min 17 s 690, à 1,5 seconde du Brésilien, détenteur de la pole position. Alesi se contente de la sixième place sur la grille de départ, en 1 min 18 s 410. Le lendemain, Prost évolue au quatrième rang quand son moteur casse au trentième tour ; il regagne les stands dans un panache de fumée. Cet abandon signifie la fin définitive de ses espoirs au championnat des pilotes, largement dominé par Senna. Jean Alesi commence la course avec des pneus très tendres qu'il troque pour des gommes plus dures au vingt-sixième tour. Au quarante-deuxième tour, il subit une panne du tableau de bord tandis que sa batterie donne des signes de faiblesse et que son moteur baisse de régime. Malgré cela, il rallie l'arrivée à la cinquième place, dernier pilote dans le même tour que Senna qui remporte son cinquième succès de la saison et conforte son avance au championnat,,. Prost est relégué au cinquième rang du classement des pilotes, perdant sa quatrième place au profit de Gerhard Berger (McLaren). 
Le Grand Prix suivant, quinze jours plus tard en Belgique à Spa-Francorchamps, reste connu pour avoir été la première course de Formule 1 disputée par Michael Schumacher, remplaçant au pied levé chez Jordan Bertrand Gachot, écroué en Angleterre pour avoir agressé un chauffeur de taxi londonien. Toujours du côté des transferts, il semble assuré qu'Alain Prost honore son contrat avec Ferrari en 1992 puisque Williams renouvelle sa confiance à Nigel Mansell et Riccardo Patrese. Le Français confirme néanmoins être en discussions avec Guy Ligier pour la création d'une « écurie bleue » associant Ligier, Renault et Elf dans laquelle il piloterait et aurait un rôle de direction.
En piste, Ferrari boit le calice jusqu'à la lie dans les Ardennes belges : toujours en manque de puissance, Prost réalise le deuxième temps, en 1 min 48 s 821 à une seconde de la pole position établie par Senna. Alesi, cinquième en 1 min 49 s 974, est gêné par un retardataire dans son tour rapide alors qu'il aurait pu rafler la première place sur la grille. Le lendemain, Prost ne parcourt que trois tours en course : furieux, il doit rentrer aux stands, moteur en feu, victime d'une rupture de canalisation d'essence. Les ingénieurs japonais de Honda inaugurent un nouveau système sur les McLaren MP4/6 de Senna et Berger, avec des trompettes d'admission télescopiques, système que Ferrari délaisse pour la course belge. Pour Senna, c'est un triomphe, il peut ainsi tenir en respect tous ses rivaux et s'imposer pour la sixième fois de la saison. Seul Jean Alesi, qui se distingue à nouveau par un choix audacieux de pneumatiques en chaussant des gommes dures pour n'effectuer aucun arrêt, aurait pu lui contester la victoire ; il prend même la tête de la course au vingt-deuxième tour et la conserve jusqu'au trentième passage quand il est trahi par son moteur qui serre sur une casse de soupape alors qu'il ne cessait de creuser l'écart sur Senna,,. 
Alors qu'aucune Ferrari n'est à l'arrivée, Senna prend le large au classement des pilotes, tout comme McLaren qui réalise un doublé avec la deuxième place de Berger. Prost, après un troisième abandon consécutif, se retrouve désormais sixième du classement des pilotes, laissant la cinquième place à Nelson Piquet (Benetton Formula).

### Grand Prix d'Italie: lestifosiconspuent Ferrari et Prost

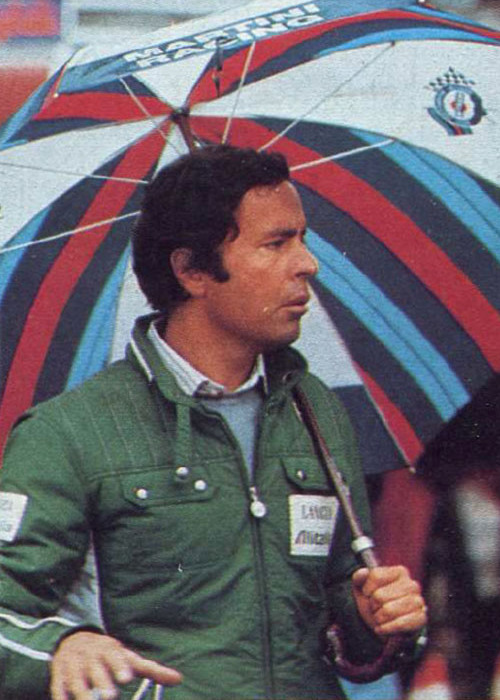
Cesare Fioro (ici en 1975), l'ancien directeur sportif de la Scuderia Ferrari, révèle qu'il ambitionnait, à l'été 1990, de recruter Ayrton Senna pour remplacer Alain Prost.

En marge du Grand Prix d'Italie, disputé du 6 au 8 septembre, Cesare Fiorio, l'ancien directeur sportif de la Scuderia Ferrari, révèle avoir mené des négociations avancées avec Senna à l'été 1990 pour remplacer Prost en 1991, ce que confirme le pilote brésilien. Le Français, remonté, n'accorde plus aucune confiance à son employeur. Umberto Agnelli conteste la politique sportive de son frère Giovanni, qui cherche à limoger Piero Fusaro de la présidence de Ferrari. Ce dernier rappelle qu'aucun changement de pilotes n'est prévu pour 1992 conformément aux contrats liant la Scuderia Ferrari à Jean Alesi et Alain Prost. Le triple champion du monde, toujours en tractations avec Guy Ligier, se donne encore une année pour prendre sa décision de monter avec lui le projet d'« écurie bleue »,,.
Ferrari aborde son épreuve à domicile avec peu d'espoir de succès sur un tracé où la dernière victoire remonte à 1988 : en effet, le circuit de Monza est le plus rapide du championnat mais la 643 souffre d'un moteur faible en reprises, d'une aérodynamique défaillante et d'un équilibre difficile à trouver selon la charge en carburant. Prost, frustré, est fatigué du manque de résultats de son équipe. En outre, lui et Alesi ne reçoivent pas le soutien des tifosi, beaucoup moins nombreux à s'être déplacés à Monza que les années précédentes. Pire encore, ils sifflent les pilotes Ferrari lors des séances d'essais du vendredi, dominées par Senna et boudent le circuit pendant la journée du samedi,. 
Les qualifications confirment que la 643 n'est pas capable de lutter pour les meilleures places de la grille de départ. Alors que les quatre premiers pilotes se tiennent en 258 millièmes de secondes, les Ferrari sont reléguées à sept dixièmes de seconde Senna, auteur de la pole position : Prost est cinquième en 1 min 21 s 825 quand Alesi, sixième, tourne en 1 min 21 s 890. 
Au départ de la course, Alesi bondit devant Prost puis se colle dans les échappements de Riccardo Patrese mais il rate son freinage à la première chicane, passe dans les graviers, abîme son aileron avant et doit regagner son stand pour le faire changer ; il repart dernier. En délicatesse avec ses pneus, Senna perd la première place au profit de Nigel Mansell (Williams) au trente-quatrième tour, rentre aux stands pour chausser des gommes neuves et repart cinquième. Prost profite d'une erreur de Gerhard Berger (McLaren) pour le dépasser et se retrouve deuxième, toutefois loin de Mansell qui remporte la course. Senna remonte et, au quarante-sixième tour, à la variante della Roggia, le Français n'oppose pas de résistance quand il l'attaque et le dépasse. Troisième, Prost remarque d'abord : « Cela faisait longtemps que je n'avais pas terminé une course. » Il souligne tout de même qu'il n'a pas les armes pour se battre pour la victoire : « Cette voiture est meilleure que la 642 mais elle possède les mêmes défauts. Parti avec peu d'appuis, j'étais sensiblement plus rapide que Berger mais j'étais incapable de le doubler par la faute des turbulences et, surtout, du moteur Honda qui possède d'excellentes accélérations. C'est un bon résultat, mais il reste beaucoup de travail à accomplir, surtout sur le moteur. » Jean Alesi ne finit pas la course : il roule en douzième position quand son moteur explose dans le trentième tour. Il rentre aux stands en laissant derrière lui une telle traînée d'huile qu'un commissaire de course doit le suivre avec un seau de poudre absorbante,,,.

### Manches ibériques: Alesi impressionne, Prost au bord de la rupture avec Ferrari
Lorsque Alain Prost arrive à Estoril pour le Grand Prix du Portugal, dont la course a lieu le 22 septembre, sa rupture avec la Scuderia Ferrari est en train de se dessiner. D'une part, le Français est en discussions avec Guy Ligier pour éventuellement monter avec lui un projet d'écurie mais son contrat l'empêche de piloter pour une autre écurie que Ferrari en 1992 ; Prost serait toutefois prêt à prendre une année sabbatique. D'autre part, éreinté au quotidien par la presse italienne qui réclame son licenciement et lassé de ne pas pouvoir jouer le titre mondial pour la première fois depuis 1981, il commence à discuter avec Piero Fusaro d'une séparation à l'amiable. Prost met de l'huile sur le feu en fustigeant le « manque d'ambition » de la famille Agnelli et en affirmant que Fiat ne consacre pas un budget suffisant à la Formule 1. Ces critiques poussent Piero Lardi Ferrari à discuter avec Stefano Modena, Pierluigi Martini, Ivan Capelli, Nigel Mansell et même Michael Andretti, fils de l'ancien pilote Ferrari Mario Andretti pour, éventuellement, remplacer Prost en 1992. La Scuderia Ferrari, minée par une guerre des chefs, est en pleine crise interne : Maurizio Nardon, l'ingénieur de piste de Jean Alesi, limogé au motif que sa fiancée serait un émissaire de Cesare Fiorio, est remplacé par Giuseppe Petrotta qui a auparavant travaillé pour Osella,.
Les choses vont de mal en pis sur la piste. En qualifications, les 643 se montrent instables sur le bosselé tracé portugais : Prost obtient la cinquième place sur la grille, en 1 min 14 s 352, à 1,3 seconde de Riccardo Patrese (Williams), auteur de la pole position ; Alesi, sixième en 1 min 14 s 852, ne devance Pierluigi Martini, huitième au volant de sa Minardi M191 à moteur Ferrari, que d'une demi-seconde. En course, Prost est contraint de prendre le mulet après que sa machine a pris feu à cause de la rupture d'une durite d'essence lors du warm-up du dimanche matin ; celui-ci sautille sur les bosses de la piste portugaise. En troisième position au quarantième tour lorsque son moteur casse pour le contraindre une nouvelle fois à l'abandon, il remarque : « Cela devenait pratiquement inconduisible. C'était la voiture qui me pilotait et non le contraire. » De son côté, Jean Alesi parvient vaillamment à se classer troisième, à cinquante-trois secondes du vainqueur, Riccardo Patrese et à trente-trois secondes de Senna qui prend une sérieuse option pour le titre mondial. Pendant sa course, l'Avignonnais subit une mésaventure lors de son arrêt au stand au trente-deuxième tour : tardant à décélérer dans la voie des stands, il ne s'arrête pas devant son emplacement et finit par se garer en vrac ; son changement de pneus dure 17 secondes. En deuxième partie d'épreuve, il fait face à une voiture nerveuse et des problèmes de moteur. Pierluigi Martini (Minardi) collé dans les échappements d'Alesi pour le dépasser doit renoncer à sa manœuvre tellement le V12 Ferrari crache de l'huile sur son casque. Il déclare : « Ma voiture se comportait beaucoup mieux que celle d'Alesi. Je pensais avoir une réelle chance de le dépasser car ma monoplace était bien plus maniable tout autour du circuit. » Effectivement, la Minardi M191, équipée du même moteur Ferrari 037 que la Ferrari 643, ne lui rend qu'un dixième de seconde,,,. Alesi, satisfait d'un podium qui fait taire les critiques selon lesquelles il n'a pas sa place chez Ferrari, ne manque pas de remarquer : « Il serait temps qu'Alain dise s'il reste ou non. Nous ne pouvons pas travailler sereinement, ni progresser dans ces conditions. Nous avons besoin de calme. »
Une semaine plus tard, le 29 septembre, le circuit de Catalunya, dans les environs de Barcelone en Espagne, accueille la Formule 1 pour la première fois, à l'occasion de la quatorzième manche de la saison 1991. La piste catalane fait l'unanimité et marque d'entrée les milliers de spectateurs et millions de téléspectateurs dès le cinquième tour de la course quand Nigel Mansell et Ayrton Senna s'affrontent roue contre roue sur la très longue ligne droite, dans des gerbes d'étincelles à plus de 280 km/h. Mansell ressort en tête de ce duel en début de course resté célèbre. Dans les coulisses de la Scuderia Ferrari, Claudio Lombardi démarche Nelson Piquet dans l'optique d'un éventuel départ d'Alain Prost. Le directeur sportif souhaite également sanctionner le mécanicien à l'origine du problème technique ayant causé l'incendie de la 643 de Prost au warm-up du Grand Prix du Portugal mais les mécaniciens menacent Lombardi de se mettre en grève. 
En qualifications, Ferrari, attendue au tournant sur le lisse tracé de Barcelone censé convenir à la 643, déçoit puisque Prost, sixième en 1 min 19 s 936, et Alesi, septième en 1 min 20 s 197, sont relégués à plus d'une seconde de la pole position de Gerhard Berger (McLaren). Lors de la course, perturbée par la pluie, les pilotes démarrent en pneus rainurés puis passent rapidement aux gommes lisses, avant d'en changer à nouveau. Alain Prost, parti sixième, se fraye un chemin jusqu'à la deuxième place et termine à onze secondes du vainqueur, Nigel Mansell (Williams), notamment grâce à une stratégie optimale, optant pour des pneus lisses très tendres dès le troisième tour et les conservant jusqu'à l'arrivée. Jean Alesi, quatrième, ne peut défendre ses chances de podium en raison d'un stop-and-go de dix secondes pour « comportement inadapté au départ », sa monoplace louvoyant dangereusement quand il a dû éviter Michael Schumacher (Benetton) qui patinait. Alesi impressionne surtout les observateurs en effectuant un dépassement autoritaire sur Senna au cinquantième tour : au bout de la ligne droite des stands, il prend l'aspiration de la McLaren MP4/6 du Brésilien puis la dépasse en prenant l'intérieur du premier virage. Senna le tasse mais Alesi montre sur le vibreur et frôle la monoplace de son adversaire pour ravir la quatrième place,,.
Alain Prost n'est pas forcément satisfait de sa deuxième place, alors qu'il égale ses meilleurs résultats de la saison (c'est la troisième fois qu'il termine juste derrière le vainqueur après les Grands Prix des États-Unis et de France) et qu'il remonte à la quatrième place du championnat du monde des pilotes, avec 31 points. Fustigeant une situation qu'il estime délétère, il déclare : « Que la voiture redevienne compétitive, ce n'est pas suffisant ! Si je conduisais pour une autre équipe, mes choix auraient prévalu. J'aurais mis des pneus slicks au départ car c'était la meilleure solution. Et j'aurais gagné. Mais je suis chez Ferrari. » Jean Alesi revient sur sa pénalité qu'il trouve injustifiée : « Schumacher a raté son départ. Comme je ne connais pas encore très bien ce gaillard, je l'ai laissé passer. J'ai mis les roues à droite pour ne pas le heurter. Et je suis puni pour ça, ! »

### Grand Prix du Japon: Alain Prost victime de Senna en 1990 et licencié par Ferrari en 1991

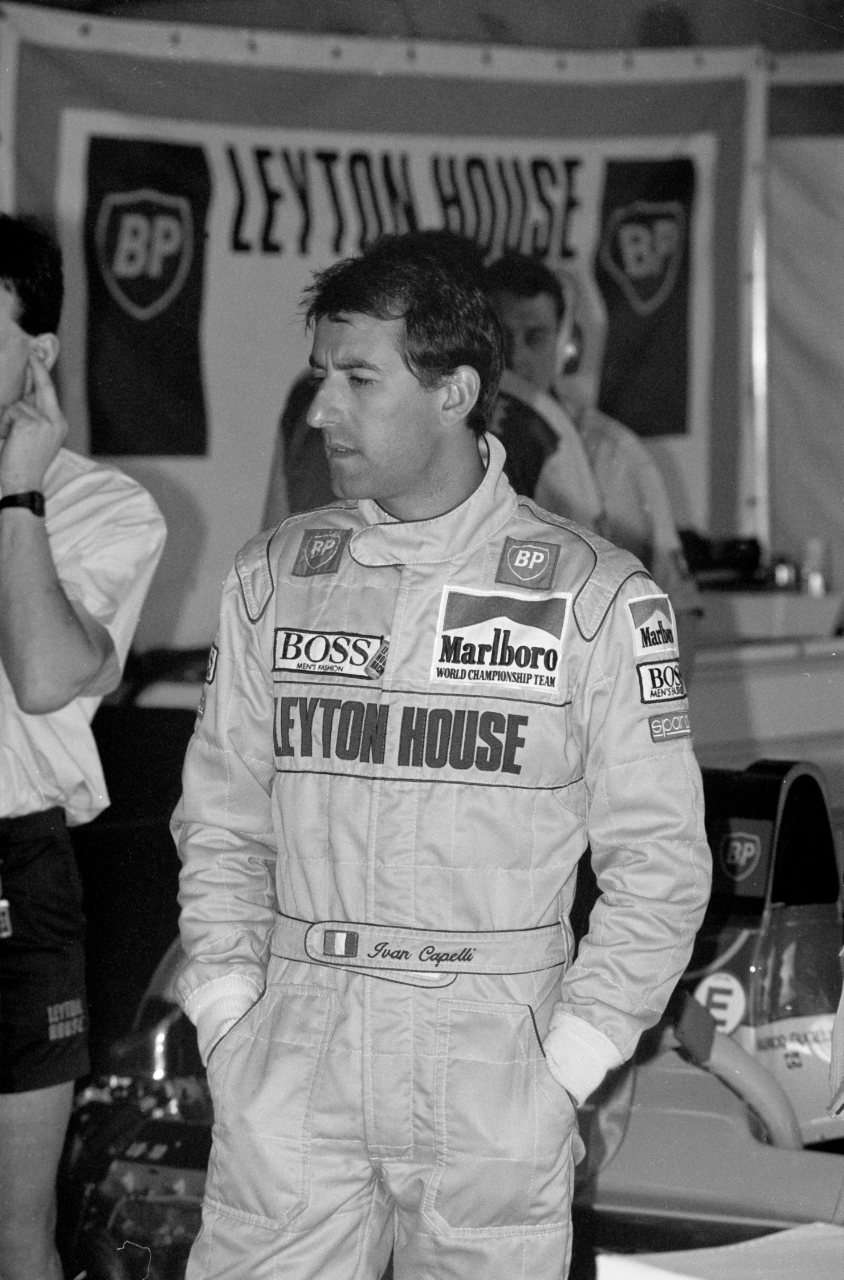
En fin de saison, l'Italien Ivan Capelli (Leyton House Racing) est de plus en plus pressenti pour remplacer Alain Prost.

La situation à ce stade de la saison, qui voit Alain Prost, sans victoire, dénigrer le fonctionnement de la Scuderia Ferrari, tandis que la direction de Fiat estime qu'il « n'a plus envie de se battre » et que la presse italienne alimente le tout à coups d'articles assassins, amène à des négociations en vue d'une rupture à l'amiable. Une dizaine de jours avant le Grand Prix du Japon, organisé du 18 au 20 octobre, Piero Fusaro et Piero Lardi Ferrari, mandatés par la direction de Fiat, font une proposition à Prost, afin de le remplacer immédiatement par l’Italien Ivan Capelli ; le Français la rejette et décide de disputer la quinzième manche de la saison au volant de la 643,. 
Le Grand Prix du Japon 1991 est celui du troisième sacre d'Ayrton Senna, couronné  à Suzuka comme en 1988 et en 1990. Une deuxième place derrière son coéquipier vainqueur Gerhard Berger, alors que Nigel Mansell a abandonné en sortant de la piste à l'attaque du dixième tour, scelle l'issue du championnat des pilotes à une course de la fin. Senna révèle lors de la conférence de presse d'après-course qu'il avait percuté Prost au premier virage de façon délibérée l'année précédente en expliquant ses raisons : « Pour moi, ce championnat a été fantastique, comme celui de 1988. Mais ce qui s'est passé en 1989 est impardonnable. Je me bats toujours avec ce souvenir. Balestre a été terrible contre moi. Vous savez tous ce qui s'est passé ici avec Prost. Je me suis comporté de façon correcte lorsque nous avons eu cet incident à la chicane, alors que Prost s'est rabattu sur moi et m'a balancé. La seule façon de reprendre la piste était d'aller tout droit, et j'ai gagné. Mais « ils » m'ont exclu, c'était une injustice. Ce qui s'est passé cet hiver-là était de la merde. En 1990, lorsque nous sommes arrivés ici à Suzuka, j'étais en tête du championnat, j'avais signé la pole. Or cette position était du mauvais bord de la piste. Balestre a interdit qu'on la déplace. Je me suis dit : on essaie de bien faire son travail, et on se fait avoir par des gens stupides. Alors j'ai résolu - je vous jure que c'est la vérité – que puisque j'étais du mauvais côté, si Prost prenait un meilleur départ, je ne m'inclinerais pas. Il aurait mieux valu pour lui qu'il ne se rabatte pas... Il n'est pas sorti du virage. Je l'ai regretté, car si nous étions parti du bon côté, nous aurions pu avoir un duel fantastique. Le championnat s'est achevé dans la merde. Ce n'était pas bon pour moi, pas bon pour la F1, mais c'était le résultat de la partialité de la FISA. » Prost reste indifférent à ces révélations,,.  
Prost et Alesi se plaignent du comportement sautillant de la 643 sur les bosses du tracé nippon, ce qui les oblige à utiliser beaucoup d'appui aérodynamique et conduit à perdre les bénéfices de puissance de la dernière version du moteur V12 utilisé par Ferrari depuis le Grand Prix de Hongrie. Lors des qualifications, Prost réalise le quatrième temps en 1 min 36 s 670, à près de deux secondes de la pole position de Gerhard Berger (McLaren) tandis qu'Alesi, gêné par des problèmes de moteur et la perte d'une dérive d'aileron arrière, est sixième en 1 min 37 s 140,. En course, alors que le moteur de la 643 de Jean Alesi part en fumée dans le premier tour, Alain Prost se bat tout du long avec une monoplace « inconduisible » et passe l'arrivée en quatrième position,. Il déclare : « Je n'ai jamais conduit une voiture aussi mauvaise. Hier avec le plein d'essence, nous avons constaté que la direction se bloquait complètement dans les grandes courbes, c'est un problème mécanique très grave qui s'est amplifié au cours de la saison. Disputer un Grand Prix dans ces conditions est très éprouvant. La voiture était absolument impossible à conduire. Je n'avais pas vraiment l'impression d'être un pilote de Formule 1. Un bon chauffeur de camion avec des gros bras aurait pu faire pareil. » Prost exige alors que Ferrari donne les pleins pouvoirs à Claudio Lombardi pour redresser l'écurie. Les observateurs, cyniques, évoquent que les mauvaises performances de Ferrari pourrait l'astreindre aux pré-qualifications en 1992,,,.
La presse italienne s'insurge contre les propos du triple champion du monde français qui « compare sa Ferrari à un camion ». Les propos du français sont transformés et deviennent « Même un camion serait plus facile à conduire que cette voiture. La Ferrari 643 ne se conduit pas seulement comme un camion, c'est un camion ! »
C'en est trop pour la direction de Ferrari qui le licencie quelques jours plus tard, pour « son comportement au sein et à l'extérieur de l'équipe », d'après Claudio Lombardi. Gilles Navarro, journaliste à l'Équipe écrit : « À Port Douglas, où il s'accordait quelques jours de repos entre les deux dernières courses de la saison, Alain Prost s'est endormi sans connaître la décision de Ferrari. Il attendait un communiqué de la Scuderia mais ne s'attendait pas à être mis à pied. C'est Renato d'Ulisse, un journaliste italien logeant dans le même hôtel, qui lui apprit en pleine nuit la brutale décision des responsables de Ferrari. »
Libéré de tout engagement pour 1992, les observateurs estiment que Prost a cherché délibérément cette éviction depuis le début de saison, d'autant plus que cela lui permet d'économiser un dédommagement de trois millions de dollars, qu'il aurait dû verser s'il souhaitait quitter Ferrari de son propre chef. Prost se dit « plutôt soulagé » par la fin de cette collaboration, tout comme les employés de Ferrari qui ne supportaient plus les différends avec le Français. Il explique qu'il a mandaté ses avocats pour qu'ils étudient les actions légales pouvant être engagées après son licenciement alors qu'il disposait d'un contrat pour la saison 1992. L'action judiciaire de Prost n'a que peu de chances d'aboutir car une clause de son contrat stipule qu'il n'est pas autorisé à parler en mal de sa monoplace, ce qu'il a fait à de nombreuses reprises,,,.

### L'intérim de Gianni Morbidelli pour le dernier Grand Prix en Australie
À la suite du limogeage d'Alain Prost, la Scuderia Ferrari fait appel au pilote Minardi Gianni Morbidelli, également pilote-essayeur Ferrari, pour disputer le dernier Grand Prix du championnat, en Australie sur le circuit d'Adélaïde le 3 novembre. Claudio Lombardi explique que ce choix s'est opéré dans l'urgence, d'autant plus que Morbidelli est le seul pilote d'essai de l'écurie à bien connaître le fonctionnement de la 643 à transmission semi-automatique et à avoir une expérience en Grand Prix. En effet, l'Italien qui, à 23 ans, est le benjamin du plateau, a effectué environ 2 000 km de tests au volant de la 643 (deux essais au Mugello, un essai à Fiorano et une session de trois jours d'essais à Estoril),.
En qualifications, les monoplaces rouges sont à nouveau instables : Jean Alesi est septième en 1 min 15 s 545, à 1,5 seconde d'Ayrton Senna (McLaren), auteur de sa soixantième pole position, et Morbidelli prend la huitième place sur la grille, en 1 min 16 s 203. Le lendemain, la course se déroule sous une pluie torrentielle : au septième tour, Alesi, qui tente de dépasser Nelson Piquet et Michael Schumacher (Benetton), est embouti par ce dernier et se retrouve en travers de la piste. Il a juste le temps de sortir de sa monoplace avant que Nicola Larini (Modena Team) ne la percute à son tour. Le Grand Prix est interrompu dans le dix-septième tour et le classement établi, comme le spécifie le règlement, à l'issue de la quatorzième boucle,,. Ayrton Senna, ne marque que la moitié des neuf points de la victoire, tandis que Morbidelli, sixième, inscrit un demi-point pour sa première arrivée dans les points en Formule 1,. L'Italien, troisième à l'arrêt de l'épreuve, et déçu de n'être classé que sixième, explique que si Ferrari s'est montré satisfaite de son résultat, son avenir immédiat ne s'inscrit pas avec l'écurie italienne. 
L'ensemble des pilotes se montrent très critiques quant à la tenue de la course dans des conditions climatiques dangereuses pour leur sécurité, au motif que celle-ci ne pouvait pas être repoussée de quelques heures afin de satisfaire les chaînes de télévision qui retransmettent le Grand Prix en direct. Morbidelli déclare : « C'était très dangereux. Il y a eu de nombreux incidents et il était impossible de voir la piste. C'était vraiment incroyable. Je n'ai pas pu faire une bonne course. C'était très facile de faire une erreur, j'ai donc décidé de faire très attention et de ne pas faire d'erreurs. J'ai été déçu d'être sixième, car moralement, j'étais troisième, mais il vaut mieux monter sur le podium en terminant une course de 80 tours plutôt que 15 tours comme c'était le cas aujourd'hui. Pourtant, il valait mieux avoir un demi-point que de me casser les os, ce qui aurait pu arriver aujourd'hui parce que c'était si dangereux. » Jean Alesi est plus critique : « C'était couru d'avance. Mais ce sont des pilotes comme Senna, Mansell ou Piquet qui doivent intervenir de tout leur poids vis-à-vis des organisateurs et de la FISA. Nous les jeunes, on ne nous écoute pas. Si l'on se plaint, on est tout de suite menacé de sanctions. C'est de la dictature ! »
À l'issue du championnat, la Ferrari 643 marque 39,5 des 55,5 points de l'écurie italienne, la Ferrari 642 ayant marqué 16 points au début de la saison, et permet à la Scuderia Ferrari de se classer à la troisième place du championnat du monde des constructeurs. Alain Prost termine cinquième du championnat du monde, son plus mauvais classement et son plus petit total de points (34) depuis sa deuxième saison en 1981 ; Alesi finit au septième rang avec 21 points et Morbidelli est vingt-quatrième, avec 0,5 point.
Prost n'ayant pas d'autre porte de sortie à la hauteur de ses ambitions, les contrats de Mansell et de Patrese étant verrouillés chez Williams pour 1992, il prend une année sabbatique et rejoint la cabine de commentateur sur TF1 qui diffuse les courses,. Il assiste à la descente aux enfers de la Scuderia Ferrari qui, avec les modèles F92A et F92AT, traverse une saison encore pire que la précédente avec Jean Alesi, Ivan Capelli puis Nicola Larini après le licenciement de Capelli, ponctuée par vingt abandons et seulement deux podiums (obtenus par Alesi),.
En 1993, Alain Prost revient en Formule 1 au sein de l'écurie Williams, championne du monde pilotes et constructeurs 1992, où il remplace Mansell ; il remporte son quatrième titre mondial. Alesi, qui restera chez Ferrari jusqu'en 1995, ne remportera qu'une seule victoire, au Grand Prix automobile du Canada 1995, avant de laisser le champ libre à Michael Schumacher.

## Résultats en championnat du monde de Formule 1
| Saison | Écurie               | Moteur          | Pneus    | Pilotes           | Courses | Courses | Courses | Courses | Courses | Courses | Courses | Courses | Courses | Courses | Courses | Courses | Courses | Courses | Courses | Courses | Points inscrits | Classement |
| Saison | Écurie               | Moteur          | Pneus    | Pilotes           | 1       | 2       | 3       | 4       | 5       | 6       | 7       | 8       | 9       | 10      | 11      | 12      | 13      | 14      | 15      | 16      | Points inscrits | Classement |
| ------ | -------------------- | --------------- | -------- | ----------------- | ------- | ------- | ------- | ------- | ------- | ------- | ------- | ------- | ------- | ------- | ------- | ------- | ------- | ------- | ------- | ------- | --------------- | ---------- |
| 1991   | Scuderia Ferrari SpA | Ferrari 037 V12 | Goodyear |                   | USA     | BRÉ     | SMR     | MON     | CAN     | MEX     | FRA     | GBR     | ALL     | HON     | BEL     | ITA     | POR     | ESP     | JAP     | AUS*    | 55,5**          | 3e         |
| 1991   | Scuderia Ferrari SpA | Ferrari 037 V12 | Goodyear | Alain Prost       |         |         |         |         |         |         | 2e      | 3e      | Abd     | Abd     | Abd     | 3e      | Abd     | 2e      | 4e      |         | 55,5**          | 3e         |
| 1991   | Scuderia Ferrari SpA | Ferrari 037 V12 | Goodyear | Jean Alesi        |         |         |         |         |         |         | 4e      | Abd     | 3e      | 5e      | Abd     | Abd     | 3e      | 4e      | Abd     | Abd     | 55,5**          | 3e         |
| 1991   | Scuderia Ferrari SpA | Ferrari 037 V12 | Goodyear | Gianni Morbidelli |         |         |         |         |         |         |         |         |         |         |         |         |         |         |         | 6e      | 55,5**          | 3e         |

Légende : ici 
- * La moitié des points a été distribuée parce que la course a été réduite de moins de 75 % de la distance de la course.
- ** 16 points marqués avec la Ferrari 642.